# Indian National League
Indian National League är ett islamistiskt politiskt parti i Indien, aktivt i bl.a. i delstaterna Kerala och Tamil Nadu. INL är en utbrytargrupp ur Indian Union Muslim League. Partiet bildades 1993 (annan källa uppger 1995) då Ibrahim Sulaiman Sait uteslöts ur IUML. Ibrahim Sulaiman Sait är idag INL:s ordförande.
I Kerala står INL Left Democratic Front nära. I delstatsvalet 2001 hade INL lanserat en kandidat, stödd av LDF, i Tirur. Kandidaten, professor A.P. Abdul Vahab, fick 45 511 röster (39,78%).
I delstatsvalet i Tamil Nadu 1996 var INL allierade med Dravida Munnetra Kazhagam, och vann fem mandat. 
I delstatsvalet i Tamil Nadu 2001 var INL allierade med All India Anna Dravida Munnetra Kazhagam. I valet till Lok Sabha 2004 ingick INL i den tredje fronten i Tamil Nadu, ledd av Puthiya Tamizhagam.
I valet till Lok Sabha 2004 lanserade INL fyra kandidater från Västbengalen.
Partiets ungdomsförbund heter National Youth League.